# KTM-5
KTM-5 (russisch КТМ-5) ist die Bezeichnung eines von der Ust-Katawer Waggonbaufabrik in Ust-Kataw (Sowjetunion, heute Russland) gebauten vierachsigen Straßenbahn-Triebwagen-Typs. Er ist (knapp vor dem fast ebenso häufig produzierten tschechoslowakischen Tatra T3) der meistgebaute Straßenbahnwagen der Welt.

## Geschichte
Die Bezeichnung „KTM-5“ wird heute üblicherweise für den häufigsten Untertyp KTM-5M3 (71-605) verwendet. Die Entwicklung der Bauart KTM-5 umfasste aber mehrere Entwicklungsstufen und Untertypen.

### KTM-5
1963 wurden zwei vierachsige Prototypen mit rundlicher Wagenkastenform gebaut und zur Erprobung an die Straßenbahn Tscheljabinsk geliefert. Ein Serienbau dieses Typs folgte nicht.

### KTM-5M
1966 wurde ein weiterer Prototyp gebaut. Ab 1969 erfolgte die Serienfertigung des Typs KTM-5M, der den zweiachsigen Typ KTM-2 ablöste. Auffallend war der damals unübliche eckige Wagenkasten aus Kunststoff und die drei großen motorisch angetriebenen, außenlaufenden Schiebetüren. Etwa 620 KTM-5M (auch als Typ „Ural“ bezeichnet) wurden bis 1971 gebaut.

### KTM-5M3 (71-605)
1971 erfolgte die Umstellung auf den Typ KTM-5M3 (ab 1976 als 71-605 bezeichnet), der sich vom KTM-5M durch einen äußerlich fast unveränderten Metallwagenkasten mit gesickten Seitenblechen und ungepolsterten Sitzen unterscheidet. Bis 1990 wurden 12.943 KTM-5M3 gebaut, die größte Stückzahl, die jemals in der Sowjetunion von einem Straßenbahn-Wagentyp gebaut wurde.

### 71-605A (KTM-5A)
Von 1989 bis 1992 wurde eine geringfügig modifizierte Variante in einer Stückzahl von 1426 Triebwagen gebaut.

### 71-605U (KTM-5U)
Alle vor 1990 gebauten KTM-5 hatten die Spurweite 1524 mm. Für die Straßenbahn in Rostow am Don, die als einzige in der Sowjetunion die europäische Normalspur von 1435 mm verwendet, wurden von 1990 bis 1992 45 normalspurige KTM-5U gebaut. Sie entsprechen bis auf die Spurweite dem Typ KTM-5A.

### 71-605RM (KTM-5RM)
Ab 2001 wurden einige KTM-5M3 der Straßenbahn Woronesch modernisiert und als KTM-5RM bezeichnet. Auch die Straßenbahnen in Kemerowo und Ussolje-Sibirskoje erhielten einige modernisierte Fahrzeuge dieses Typs.

## Einsatz
KTM-5 kamen bei den meisten Straßenbahnbetrieben der Sowjetunion zum Einsatz. Da der KTM-5 abgesehen von der Ausführung für Rostow in Normalspur nur in Breitspur-Ausführung geliefert wurde, gelangte er bei schmalspurigen Straßenbahnen nicht zum Einsatz. Die größten Straßenbahnbetriebe der Sowjetunion (darunter Moskau, Kiew und Odessa) erhielten allerdings keine KTM-5, sondern Tatra T3. Die Straßenbahn Leningrad beschaffte nur 1982 und 1983 KTM-5, als die hauseigene Waggonfabrik wegen Umbauarbeiten nicht lieferfähig war. Einige Betriebe erhielten erst nach der Auflösung des Rats für gegenseitige Wirtschaftshilfe (RGW) und dem damit verbundenen Ende der Lieferungen des Tatra T3 noch KTM-5.
Die KTM-5 wurden ausschließlich als Triebwagen gebaut, Beiwagenbetrieb war nicht vorgesehen. Bei einigen Betrieben werden die KTM-5 aber in Doppeltraktion eingesetzt.
Nachfolgetyp des KTM-5 ist der KTM-8, der allerdings deutlich geringere Stückzahlen erreichte.

## Galerie

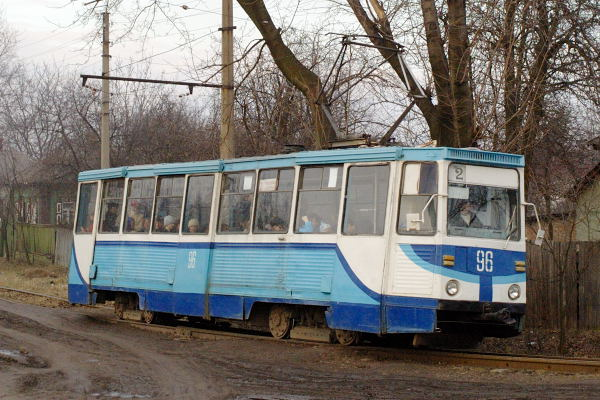
KTM-5 (KTM-5M3) der Straßenbahn Konotop (2007)
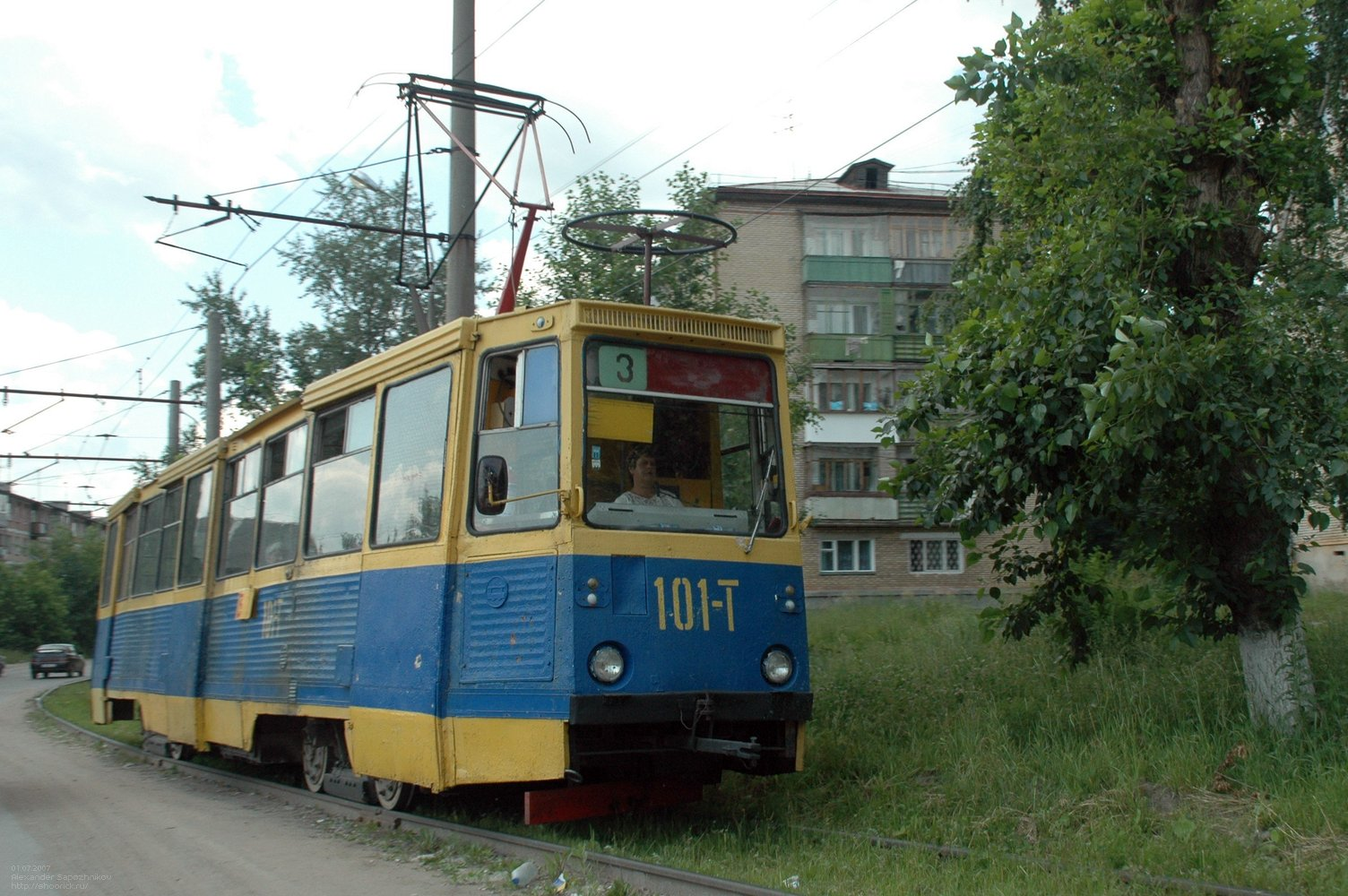
KTM-5 (KTM-5M3) der Straßenbahn Slatoust (2007)
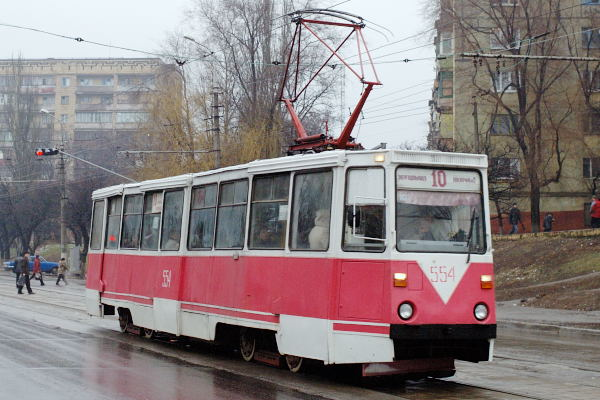
Neu verblechter KTM-5 (KTM-5M3) in Mariupol (2007)
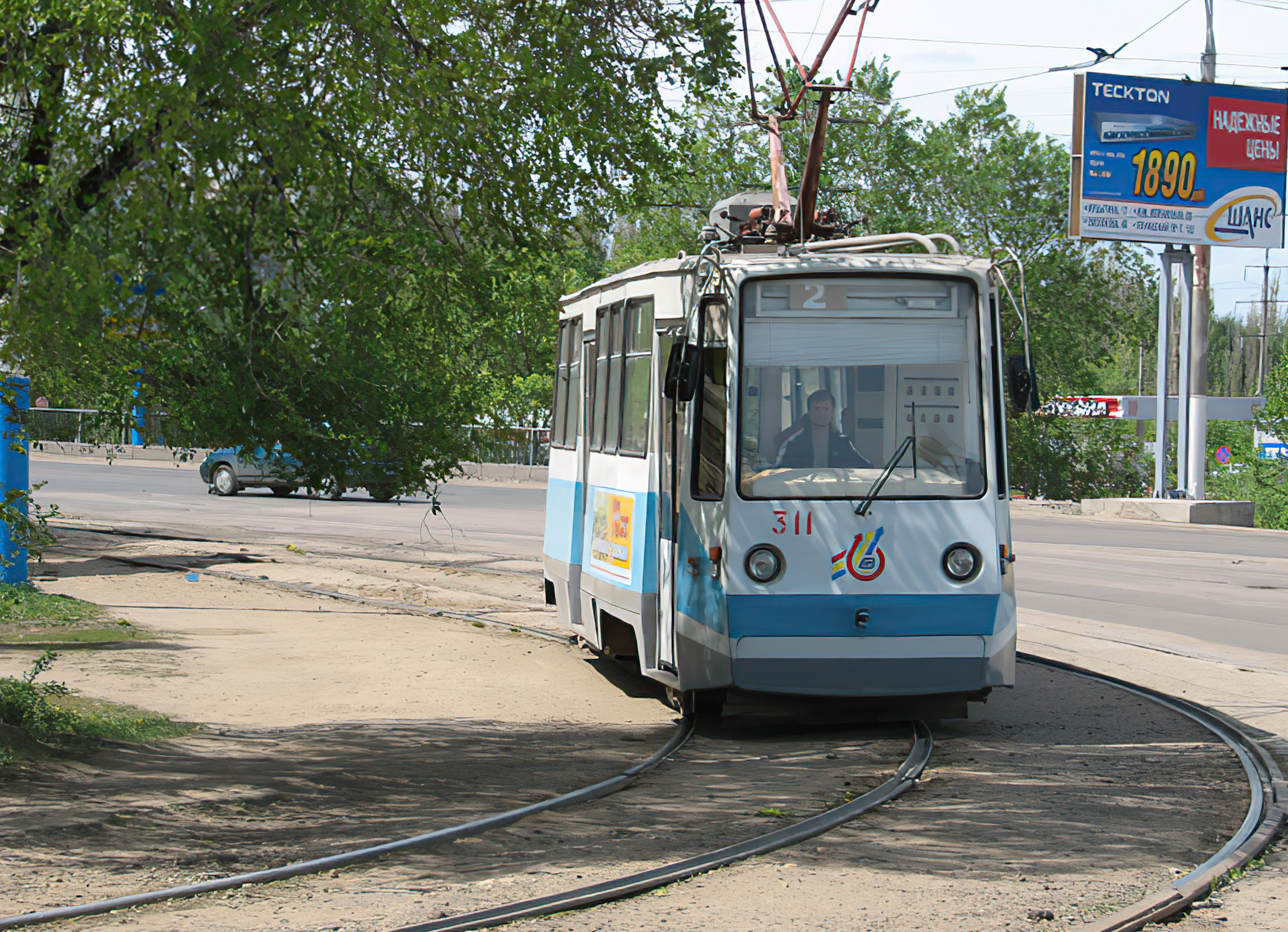
KTM-5RM in Woronesch (2006)